# Karl Korsch

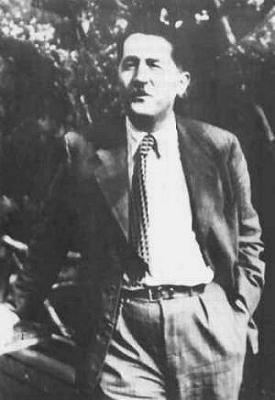
Karl Korsch

Karl Korsch (ur. 15 sierpnia 1886 w Tostedt, niedaleko Hamburga, Niemcy, zm. 21 października 1961 w Belmont, stan Massachusetts, USA) – filozof marksistowski XX wieku.

## Życiorys
Absolwent uniwersytetów w Monachium, Berlinie, Genewie i Jenie, gdzie studiował prawo, ekonomię i filozofię. W 1910 roku zdobył tytuł doktora nauk prawnych na uniwersytecie w Jenie. Aktywny politycznie w niemieckim ruchu robotniczym w latach 1917-1933. Po dojściu Hitlera do władzy (1933 rok) emigrował do Danii, później przeniósł się do Anglii, a od 1936 roku osiedlił się w USA, gdzie podjął pracę nauczyciela akademickiego na Uniwersytecie Tulane, w Nowym Orleanie. Współpracował także z Instytutem Badań Społecznych w Nowym Jorku.
W okresie I wojny światowej był żołnierzem armii niemieckiej i za antywojenne wypowiedzi został zdegradowany. W 1919 roku wstąpił do Niezależnej Socjaldemokratycznej Partii Niemiec (USPD), a rok później został członkiem partii komunistycznej. W 1923 roku został z ramienia komunistów członkiem rządu w Turyngii jako minister sprawiedliwości, a w 1924 r. redaktorem naczelnym organu KPD „Die Internationale”, a także delegatem na V Kongres Kominternu. Od 1923 roku był również profesorem na uniwersytecie w Jenie. W 1923 r. ukazała się najsłynniejsza praca Korscha Marksizm i filozofia; Korsch został zaliczony do tej samej formacji intelektualnej, co Lukács jako autor Historii i świadomości klasowej. W 1926 roku Korsch został usunięty z partii za działalność frakcyjną (ostre wypowiedzi antyradzieckie, udział w tzw. Platformie Lewicy). W licznych tekstach – sam uważając się za marksistę – atakował leninizm, ale także kautskizm, głosząc potrzebę uwspółcześnienia marksizmu.

## Najważniejsze teksty
- Marksizm i filozofia (1923);
- Die materialistische Geschichtsauffassung. Eine Auseinandersetzung mit Karl Kautsky (1929);
- Stan obecny problemu «Marksizmu i filozofii». Także antykrytyka (1930);
- Zur Geschichte der marxistische Ideologie in Russland (1932);
- Why I am Marxist? (1935);
- Karl Marx (1938);
- Dziesięć tez o marksizmie dzisiaj (1950).